# Reedia
Reedia  F.Muell. é um género botânico pertencente à família Cyperaceae.

## Espécies
- Reedia spathacea
- Redia tricocca